# Balkan Super League
La Balkan Super League (littéralement la Super ligue des Balkans), parfois abrégée en BSL, est une compétition annuelle de rugby à XIII, organisée par l'association éponyme, et regroupant les meilleurs clubs de la région des Balkans, une extension à la Hongrie et à la Russie étant également envisagée.
Depuis sa création en 2017, elle est dominée par les clubs de Serbie qui ont remporté les deux premières éditions.

## Histoire

### Création de la compétition
Créer une compétition comprenant des équipes des Balkans n'est pas une idée exclusivement attachée au rugby à XIII. 
Ainsi en basket-ball , une telle ligue existe et en football, l'idée, même si elle est parfois controversée, a également été  envisagée.  
En rugby à XIII, il s'agit principalement de soutenir :  
- les équipes existantes issues de la dislocation du Bloc de l'est (équipes de l’ex-Yougoslavie, comme la Serbie, héritière de la fédération yougoslave) ;  
- les nations émergentes de la zone (Bosnie-Herzégovine, Grèce, Turquie...) , et leur accorder ainsi du temps de jeu, en les faisant jouer contre leurs voisins par l’intermédiaire de clubs formés de talents locaux.  
Et ainsi de créer un véritable championnat des clubs de l'Est de l'Europe, en parallèle des championnats nationaux.   
Les défis sont nombreux pour mettre sur pied une telle compétition.    
Il y a un défi économique d'abord, car le rugby à XIII est faiblement médiatisé, malgré une existence dans la zone attestée depuis les années 1950.  Les joueurs sont amateurs et les clubs ne disposent que de peu de moyens, pour les déplacements notamment.   
Mais il y a aussi un défi social, car les clubs sont issus de nations ayant été à un moment donné de l'histoire en conflit les unes avec les autres, et au sein même de certaines nations, des problèmes ethniques peuvent se superposer.

### Première édition: 8 clubs dans une compétition expérimentale
La première édition voit s'opposer huit clubs des Balkans et parmi eux sept étaient les champions en titre de leur propre pays. 
Le Partizan de Belgrade devient le premier champion de l'histoire de la compétition en battant l’Étoile Rouge de  Belgrade sur le score de 32-26.

### Deuxième édition: 14 clubs et entrée en lice des clubs grecs et albanais
La deuxième édition voit s'opposer quatorze clubs, avec l'entrée en lice de trois clubs grecs et d'un club albanais,.
La finale se déroule entre clubs serbes, et consiste, comme pour la première édition, en un  véritable derby entre deux équipes de Belgrade. Mais c'est cette fois-ci l’Étoile de Belgrade qui prend sa revanche sur le Partizan en le battant 30 à 6.

### Troisième édition: 14 clubs et 8 nations représentées
La campagne d'inscription commence à l'automne 2018. L'association Balkans Superleague annonce sur sa page facebook que treize équipes finalement disputeront la compétition.   
Un club italien rejoint la Ligue, à savoir celui des requins de Lignano Sabbiadoro.   

## Médiatisation

### Télévision
La diffusion actuelle se fait par streaming, ce qui permet aux matchs d'être diffusés dans le monde entier.
| Chaine                       | Pays   | Période     | Diffusion |
| ---------------------------- | ------ | ----------- | --------- |
| http://www.sportuzivo.tv/v2/ | Serbie | Depuis 2017 | Serbe     |

## Format
Chaque saison est précédée d'une campagne d'inscriptions, à l'issue de laquelle les clubs doivent avoir envoyé leur dossier et surtout répondre un cahier des charges.
Selon le nombre d'équipe participantes, des groupes de trois ou quatre équipes sont formés, avec deux qualifiés par groupe pour déterminer les quarts de finalistes.

## Les équipes

### Les équipes ayant déjà participé à la Ligue.
| Club                         | Pays               | Ville(s)   | Titres en Ligue des Balkans |
| ---------------------------- | ------------------ | ---------- | --------------------------- |
| Étoile Rouge de Belgrade     | Serbie             | Belgrade   | 1 (2018)                    |
| Partizan Belgrade            | Serbie             | Belgrade   | 1 (2017)                    |
| Dorcol                       | Serbie             | Dorcol     | Aucun                       |
| Radnički Niš                 | Serbie             | Belgrade   | Aucun                       |
| Novi Beograd                 | Serbie             | Belgrade   | Aucun                       |
| Lokomotiv Sofia              | Bulgarie           | Sofia      | Aucun                       |
| Vitez                        | Bosnie-Herzégovine | Vitez      | Aucun                       |
| Kadıköy Bulls                | Turquie            | Kadıköy    | Aucun                       |
| Tirana Rugby Club            | Albanie            | Tirana     | Aucun                       |
| Rhodes Knights Rugby League  | Grèce              | Rhodes     | Aucun                       |
| RL Patras Panthers           | Grèce              | Patras     | Aucun                       |
| RLK Bijeli Zecevi Banja Luka | Bosnie-Herzégovine | Banja Luka | Aucun                       |
| Eskisehir Aqua               | Turquie            | Eskisehir  | Aucun                       |
| Aris Eagles Rugby League     | Grèce              | Salonique  | Aucun                       |

### Les équipes candidates ou pressenties
| Club             | Année d'inscription ou de déclaration d'intérêt | Pays       | Ville(s) |
| ---------------- | ----------------------------------------------- | ---------- | -------- |
| Budapest         | 2017                                            | Hongrie    | Budapest |
| Lokomotiv Moscou | 2017                                            | Russie     | Moscou   |
| Pernik           | 2018                                            | Bulgarie   | Pernik   |
| Région Sud XIII  | 2018                                            | Montenegro | n.c      |
| Lignano Sharks   | 2018                                            | Italie     | Lignano  |

| \| Athènes Belgrade Sofia Vitez Istanbul Tirana Moscou Rhodes Banja Luka Patras Eskişehir Budapest Pernik Lignano Sabbiadoro \| Villes ayant disputé la compétition ou candidates à la Balkan Super League |
| Athènes Belgrade Sofia Vitez Istanbul Tirana Moscou Rhodes Banja Luka Patras Eskişehir Budapest Pernik Lignano Sabbiadoro                                                                                  |

## Palmarès

### Palmarès par édition
| N°                      | Édition                 | Vainqueur                | Score                   | Finaliste                |
| Super ligue des Balkans | Super ligue des Balkans | Super ligue des Balkans  | Super ligue des Balkans | Super ligue des Balkans  |
| ----------------------- | ----------------------- | ------------------------ | ----------------------- | ------------------------ |
| 1                       | 2017                    | Partizan Belgrade        | 32 – 26                 | Étoile Rouge de Belgrade |
| 2                       | 2018                    | Étoile Rouge de Belgrade | 30 – 06                 | Partizan Belgrade        |
| 3                       | 2019                    | Étoile Rouge de Belgrade |                         |                          |

### Palmarès par club
2 clubs ont remporté le tournoi depuis sa création en 2017. 
| Rang | Club                     | Titres (éditions) | Finales perdues (éditions) |
| ---- | ------------------------ | ----------------- | -------------------------- |
| 1    | Partizan Belgrade        | 2 (2017, 2019)    | 1 (2018)                   |
| 2    | Étoile rouge de Belgrade | 1 (2018)          | 1 (2017)                   |

### Palmarès par nation
La Serbie est la nation la plus titrée par ses clubs : trois titres en 2019
Seules des équipes serbes ont remporté le tournoi depuis sa création. 
Seuls les clubs issus de cette même nation ont pu atteindre la finale de la compétition.
| Rang | Nation | Finales | Finales | Finales |
| Rang | Nation | Gagnées | Perdues | Total   |
| ---- | ------ | ------- | ------- | ------- |
| 1    | Serbie | 2       | 2       | 4       |
| 2    |        |         |         |         |

## Statistiques

### Records et statistiques par club
- Belgrade est la seule ville des Balkans à avoir eu deux de ses clubs en finale deux années consécutives, et la seule ville des Balkans à avoir deux clubs de sa ville champion deux années consécutives.
- Les clubs ayant remporté le tournoi depuis son existence sont tous issus de Serbie.
- Meilleurs marqueurs d'essais :
- Meilleurs passeurs :
- Plus grand nombre de matches :